# Singular Tour
Singular Tour es la cuarta gira de conciertos de la cantante estadounidense Sabrina Carpenter, en apoyo de su tercer álbum de estudio Singular: Act 1 (2018) y Singular Act: 2 (2019). La gira comenzó el 2 de marzo de 2019 en Orlando, Florida, en el Universal Studios Park.

## Anuncio de la gira
El 21 de diciembre de 2018, Carpenter anunció que el Singular Tour estaba "llegando", además de la parte Asiática de la gira. El 28 de enero de 2019, se dio a la luz la parte Norteamericana junto con la adición del espectáculo de Singapur en la etapa de Asia. El 1 de febrero de 2019, las entradas para ambas etapaas se pusieron a la venta. Carpenter anunció el 22 de febrero de 2019 que Maggie Lindemann sería el acto de apertura de la etapa norteamericana de la gira.

## Lista de canciones
1. "Almost Love"
2. "Bad Time"
3. "Alien"
4. "Mona Lisa"
5. "Diamonds Are Forever"
6. "Thumbs"
7. "On Porpurse"
8. "Pushing 20"
9. "All We Have Is Love"
10. "Why"
11. "prfct"
12. "Paris
13. "Hold Tight"
14. "Sue Me"
15. "Exhale"

## Shows
| Fecha               | Ciudad                | País           | Recinto                   | Acto de Apertura |
| ------------------- | --------------------- | -------------- | ------------------------- | ---------------- |
|                     | Etapa 1- Norteamérica |                |                           |                  |
| 2 de marzo de 2019  | Orlando               | Estados Unidos | Universal Studios Park    | Ninguno          |
| 3 de marzo de 2019  | Atlanta               | Estados Unidos | Buckhead Theatre          | Maggie Lindemann |
| 4 de marzo de 2019  | Charlotte             | Estados Unidos | The Fillmore              | Maggie Lindemann |
| 6 de marzo de 2019  | Filadelfia            | Estados Unidos | Theatre of Living Arts    | Maggie Lindemann |
| 7 de marzo de 2019  | Boston                | Estados Unidos | Paradise Rock Club        | Maggie Lindemann |
| 9 de marzo de 2019  | Montclair             | Estados Unidos | Wellmont Theatre          | Maggie Lindemann |
| 10 de marzo de 2019 | Washington D. C.      | Estados Unidos | 9:30 Club                 | Maggie Lindemann |
| 12 de marzo de 2019 | Ciudad de Nueva York  | Estados Unidos | Irving Plaza              | Maggie Lindemann |
| 14 de marzo de 2019 | Toronto               | Canadá         | The Opera House           | Maggie Lindemann |
| 15 de marzo de 2019 | Mashantucket          | Estados Unidos | Grand Theater at Foxwoods | Ninguno          |
| 17 de marzo de 2019 | Detroit               | Estados Unidos | St. Andrew's Hall         | Maggie Lindemann |
| 18 de marzo de 2019 | Chicago               | Estados Unidos | House of Blues            | Maggie Lindemann |
| 21 de marzo de 2019 | Las Vegas             | Estados Unidos | House of Blues            | Ninguno          |
| 22 de marzo de 2019 | San Diego             | Estados Unidos | House of Blues            | Maggie Lindemann |
| 24 de marzo de 2019 | Berkeley              | Estados Unidos | The UC Theatre            | Maggie Lindemann |
| 25 de marzo de 2019 | Los Ángeles           | Estados Unidos | Henry Fonda Theatre       | Maggie Lindemann |
|                     | Etapa 2 - Asia        |                |                           |                  |
| 1 de abril de 2019  | Osaka                 | Japón          | Namba Hatch               | Desconocido      |
| 2 de abril de 2019  | Nagoya                | Japón          | Diamond Hall              | Desconocido      |
| 4 de abril de 2019  | Tokio                 | Japón          | EX Theater Roppongi       | Desconocido      |
| 6 de abril de 2019  | Seúl                  | Corea del Sur  | Yes24 Live Hall           | Desconocido      |
| 11 de abril de 2019 | Singapur              | Singapur       | Kallang Theater           | Desconocido      |

#### Fechas Canceladas
| Fecha              | Ciudad | País        | Lugar                | Razón       |
| ------------------ | ------ | ----------- | -------------------- | ----------- |
| 9 de abril de 2019 | Manila | Philippines | New Frontier Theater | [ 3 ] [ 4 ] |